# Mirafra albicauda
La alondra coliblanca (Mirafra albicauda) es una especie de ave en la familia Alaudidae.

## Distribución y hábitat
Habita una zona muy amplia, que se estima abarca 430 000 km² en Chad,  República Democrática del Congo, Etiopía, Kenia, Sudán, Tanzania, y Uganda.
El hábitat natural de  M. albicauda son los pastizales bajos inundables tropicales o subtropicales.